# Российско-молдавские отношения
Отношения между Молдавией и Россией являются отношениями современных государств Республики Молдова и Российской Федерации, а также в широком смысле, отношениями молдавского и русского народов на протяжении более длительного периода истории.

## История

### Досоветский период
В 1711 году молдавский господарь Дмитрий Кантемир присягнул на верность России. После неудачного для Петра I Прутского похода Д. К. Кантемир со своей семьёй и приближёнными переселился в Россию и стал здесь одним из видных государственных деятелей.
После своей победы в русско-турецкой войне 1806—1812 годов, Российская империя аннексировала Бессарабию у Османской империи. Эта историческая область, которая первоначально была частью княжества Молдавия, составляет большую часть территории современной Молдовы.
В начале XX века, после Октябрьской революции, Бессарабия на короткий промежуток времени получила независимость, став Молдавской Демократической Республикой.
В 1918 году МДР была оккупирована Королевством Румыния.

### Советский период
В 1940 году Румыния вынуждена была передать Бессарабию Советскому Союзу. В результате была создана Молдавская Советская Социалистическая Республика (МССР).
Распад СССР:  27 августа 1991 года Молдавская ССР объявила о своей независимости от СССР.

### Постсоветский период

#### Приднестровский конфликт

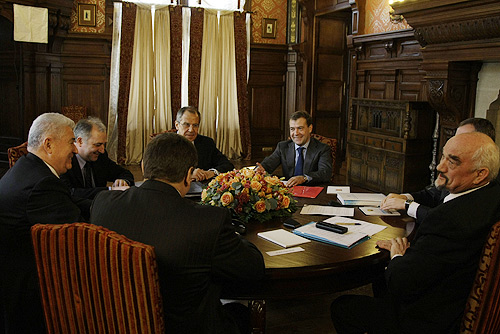
Владимир Воронин, Дмитрий Медведев и Игорь Смирнов во время трёхсторонних переговоров, 2009 год

Сразу после этого возник конфликт между правительством Молдовы и Приднестровьем, который перерос в войну в 1992 году. Война была остановлена прямым вмешательством российской армии под командованием генерала Лебедя, и привело к появлению международно непризнанной республики Приднестровье (ПМР). После прекращения огня две отдельные группы российских войск остались в Молдове: один полк по поддержанию мира, который является частью Смешанной контрольной комиссии, и 14-я армия, которой была поставлена задача охраны склада боеприпасов Колбасна. Военное присутствие России продолжается по сей день.
В связи с эскалацией военных действий в Бендерах левые силы в Молдавии начали выступления за отставку правительства и парламента, допустивших гражданскую войну. В связи с этим глава правительства и министр обороны ушли в отставку. 7 июля 1992 в регион прибыли полномочные представители президента России. При их посредничестве удалось достичь соглашений о прекращении огня, а 21 июля в Москве Борисом Ельциным и Мирчей Снегуром в присутствии Игоря Смирнова было подписано соглашение «О принципах урегулирования вооружённого конфликта в Приднестровском регионе Республики Молдовы». 

Война завершилась замораживанием Приднестровского конфликта и вводом в зону конфликта российских миротворцев. Позже были созданы Объединённая Контрольная Комиссия и Совместные Миротворческие силы. В Приднестровье в качестве миротворческого контингента было размещено 3100 российских, 1200 молдавских и 1200 приднестровских военнослужащих. Со второй половины 1992 года при посредничестве России начались переговоры о статусе Приднестровья, с 1993 года к мирному урегулированию присоединилась ОБСЕ, а с 1995 года — Украина. В настоящее время часть левобережья Днестра и город Бендеры контролируются Приднестровьем, в свою очередь часть территории, заявленной руководством ПМР как часть республики, контролируется Молдавией. В 2000-м году состоялся визит Президента РФ Владимира Путина в Республику Молдова, где его принимал президент Молдавии П. К. Лучинский.
Отношения между Молдовой и Россией ухудшились в ноябре 2003 года после того, как Россия предложила Меморандум Козака — решение приднестровского конфликта, которое молдавские власти отказались принять.
В середине марта 2014 года парламент Приднестровья обратился к России с просьбой разработать закон, который позволил бы принять самопровозглашенную республику в состав РФ. В апреле Приднестровье обратилось к руководству России с просьбой о её признании независимым государством.
В начале июля 2014 в Молдавии было запрещено вещание российского федерального телеканала «Россия-24» за пропаганду и неверное, на взгляд молдавских властей, освещение событий на Украине.
В марте 2022 года ПАСЕ признали Приднестровье оккупированной Россией частью Молдавии.

#### Возобновление отношений после 2016 года

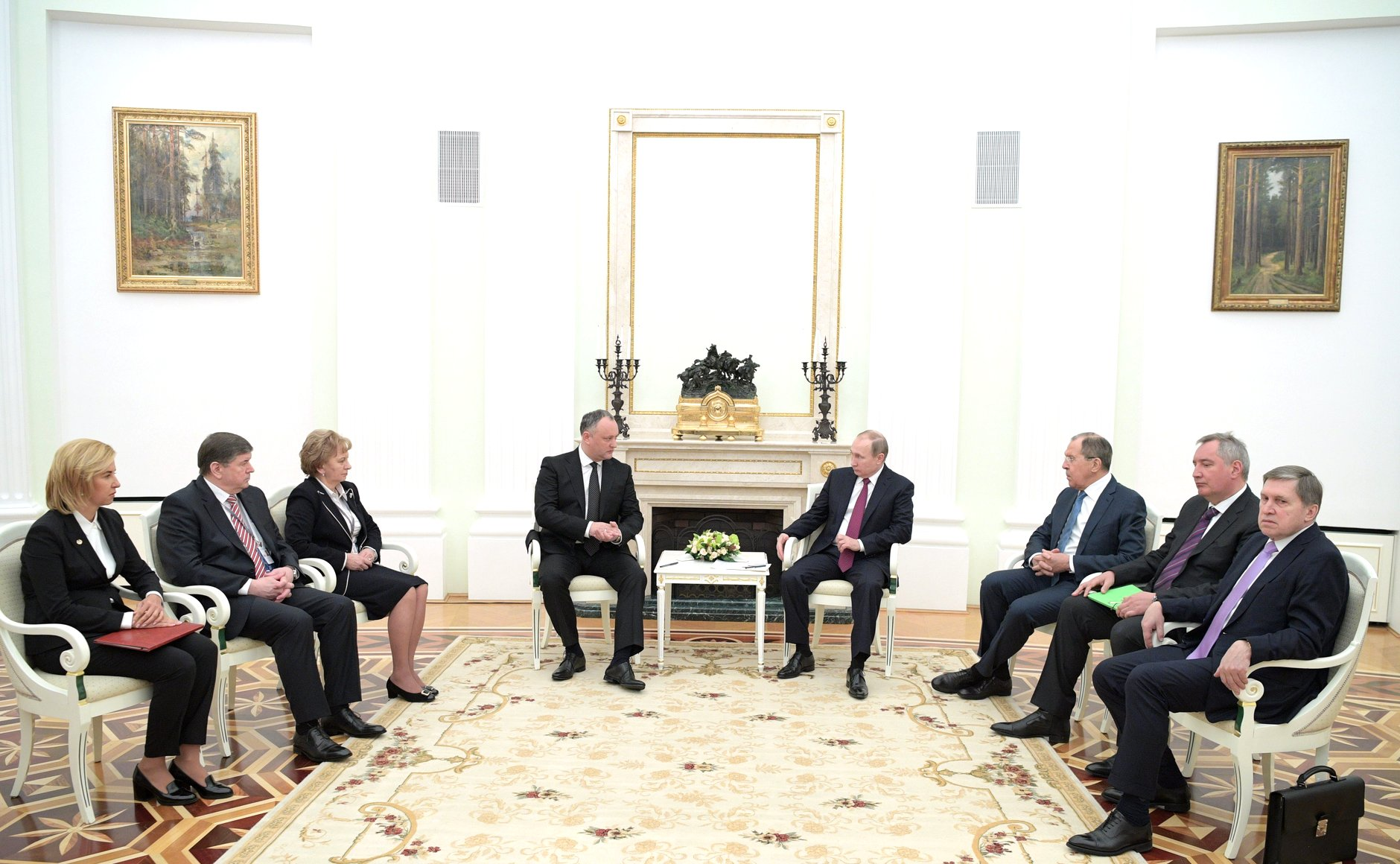
Встреча Президента Республики Молдова Игоря Додона с Президентом России Владимиром Путиным, 17 января 2017 года

После избрания в 2016 году Президентом Республики Молдова Игоря Додона, наметилась тенденция к улучшению российско-молдавских отношений. В январе 2017 года Президент Додон совершил свой первый зарубежный визит в Москву; это был первый официальный визит президента Республики Молдова в Россию за последние 9 лет.
На встрече с Владимиром Путиным обсуждалось состояние и перспективы двустороннего торгово-экономического и культурно-гуманитарного сотрудничества России и Молдовы, урегулирование приднестровского конфликта. Был принят план совместных действий, предусматривающий конкретные шаги по развитию взаимных инвестиций и торговли.

#### Дипломатический конфликт 2017 года
29 мая 2017 года Молдавия объявила персонами нон грата 5 российских дипломатов. Им были предъявлены обвинения в вербовке наёмников для участия в войне на востоке Украины. В качестве ответной меры российская сторона также выслала 5 сотрудников молдавской дипмиссии в Москве. Глава МИД России С. Лавров назвал решение молдавской стороны «инспирированным извне» и «рассчитанным на то, чтобы поссорить две страны».

#### После российского вторжения на Украину
29 декабря 2022 года президент Молдавии Майя Санду заявила в эфире телеканала «Молдова-1» о том, что Кишинёв прекратил сотрудничество с Москвой из-за вторжения России на Украину. 

Летом 2023 года МИД Молдавии выслал несколько десятков российских дипломатов из страны, незадолго до этого произошёл скандал с предполагаемыми прослушивающими устройствами на крыше российского посольства в Молдавии.
В марте 2024 года МИД Молдавии заявил, что Кишинев не желает видеть делегацию РФ на сессии Продовольственной и сельскохозяйственной организации ООН (ФАО) в мае.

## Экономические отношения
2 июля 2014 года парламент Молдавии ратифицировал соглашение об ассоциации с ЕС, подписанный 27 июня в Брюсселе. 7 июля на совещании у премьер-министра России Д. Медведева первый вице-премьер Игорь Шувалов пригрозил исключить Молдавию из зоны свободной торговли СНГ, что приведёт к переходу на режим наибольшего благоприятствования, который устанавливает средневзвешенный тариф на поставки товаров размером 7,8 %. Следом Минэкономразвития подготовило правительственное постановление, согласно которому Россия намерена в одностороннем порядке ввести пошлины на некоторые виды молдавской продукции (вино, мясо, зерно, сахар, фрукты и овощи).
На конец 2016 года двусторонний товарооборот сократился более чем в два раза, а молдавские товары практически потеряли российские рынки.
В апреле 2020 Конституционный суд Молдавии приостановил вступление в силу закона о получении страной кредита от России на 200 миллионов евро, удовлетворив соответствующий запрос от оппозиционной группы в парламенте «Pro Moldovа».

### Торговые конфликты
В 2006 году возник дипломатический конфликт, после того, как 27 марта того же года Роспотребнадзор ввёл запрет на экспорт молдавских вин в Россию, нанеся серьёзный ущерб экономике Молдавии, аргументировав это тем, что большой объём ввозимой в РФ алкогольной продукции не отвечает санитарной безопасности. После этого Роспотребнадзор выдал разрешения на ввоз для семи предприятий, но президент Воронин запретил им экспорт до полного урегулирования проблемы. Летом 2007 года более 40 молдавских предприятий вновь прошли санитарно-эпидемиологическую экспертизу и поставки были возобновлены.
Винный скандал 2013 года:
18 июля 2014 г. Россельхознадзор запретил ввоз в Россию молдавских яблок, груш, айвы, абрикосов, вишни и черешни в связи с возможным занесением вредителя — бабочки плодожорки восточной. Также под запрет попали персики, нектарины, сливы и терн. А 21 июля Роспотребнадзор объявил о приостановке ввоза на территорию РФ молдавской консервированной плодоовощной продукции из-за нарушений требований законодательства в области защиты прав потребителей.